# FREE!ship
FREE!ship — 2D і 3D САПР у сфері кораблебудування, вільне програмне забезпечення для проєктування, симуляції та аналізу кострукцій плавучих засобів.

## Історія
3 червня 2005 року нідерландський інженер-кораблебудівник Martijn van Engeland випустив FREE!ship 1.0, першу версію своєї програми з відкритим кодом для проєктування та аналізу човнів та суден.
21 квітня 2006 року було випущено FREE!ship 2.60, останню версію з відкритим кодом.

### DELFTship
22 січня 2007 року автором було випущено комерційну програму під назвою DELFTship 3.1, яка базувалася на FREE!ship 3.1, що розроблялася не публічно.
Станом на травень 2023 року активно розробляються пропрієтарна комерційна DELFTship Professional та її безплатна версія з обмеженим набором функцій DELFTship Free.

### FREE!ship Plus
FREE!ship Plus — форк FREE!ship 2.60, розробкою якого займався Віктор Федорович Тимошенко, канд. техн. наук, доцент кафедри Конструкції та механіки суден Національного університету кораблебудування імені адмірала Макарова.
16 січня 2007 року випущено FREE!ship Plus 2.60 (FREE!ship 2.60+).
28 липня 2007 запущено сайт HydroNShip, присвячений розробці програми FREE!ship Plus.
4 грудня 2015 року було випущено FREE!ship Plus 3.50, останню публічну версію цього форку.
За 8 років розробки було значно розширено можливості програми, створено набір додаткових безкоштовних модулів з закритим кодом HydroNShip, локалізовано інтерфейс програми та перекладено документацію програми українською та іншими мовами.

### FREE!ship Plus in Lazarus
15 лютого 2015 року Mark A. Malakanov, інженер-програміст компанії ESRI Canada, повідомив Віктору Тимошенку у форумі на сайті FREE!ship Plus про успішне створення порту для Linux з використанням Lazarus та FreePascal під назвою FREE!ship Plus in Lazarus.
Станом на березень 2023 року проєкт є активним окремим форком з підтримкою Linux та Windows.

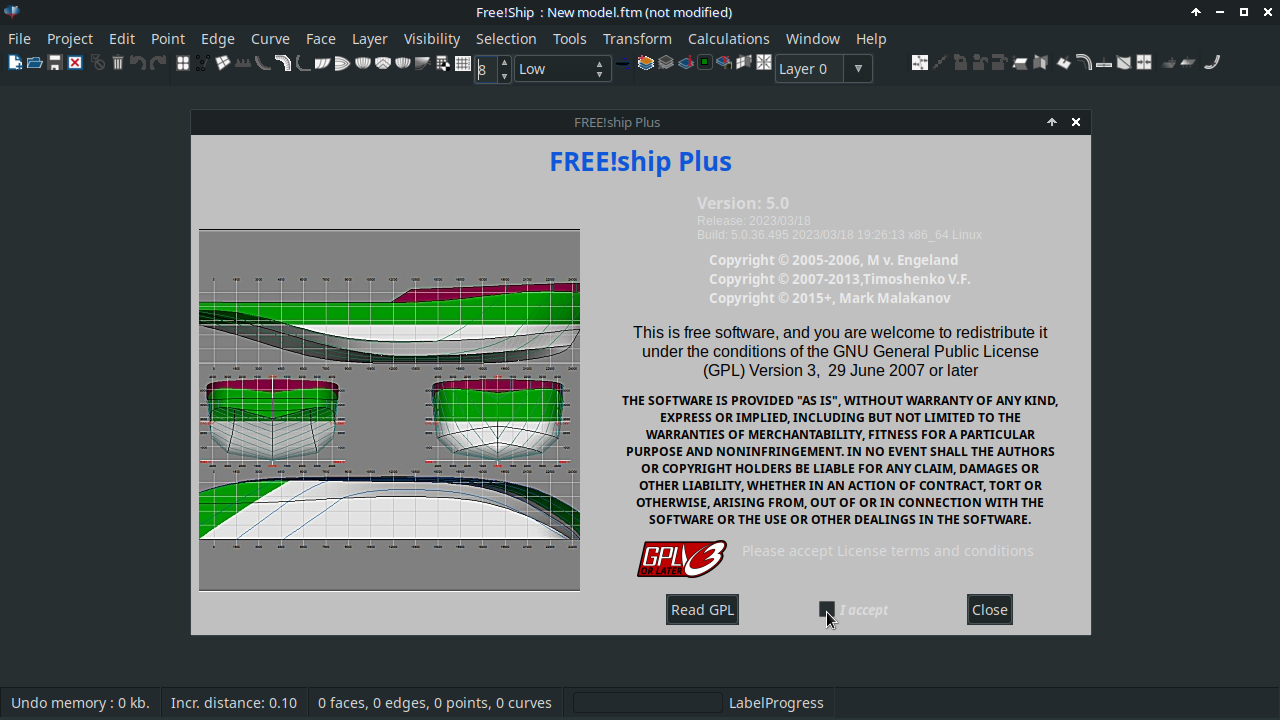
FREE!ship Plus in Lazarus у середовищі Linux

## Можливості
- Створення та редагування NURBS-поверхонь методом параметричного задання поверхні.
- Автоматична генерація звітів і 2D креслень на основі 3D моделі.
- Обчислення та розрахунки (гідростатики, опору, і т.д.) з використанням різних математичних методів.
- Власні формати файлів проєктів: 
  - у ранніх версіях використовувався формат .free;
  - у пізніших версіях використовуються формати FREE!ship Binary (.fbm) та FREE!ship Text (.ftm).
- Внутрішній формат файлів обміну FREE!ship Exchange Format (.fef).
- Імпорт файлів VRML, Carson Hulls, Carene XYZ, PolyCAD, Michlet Waves.
- Експорт файлів VRML[a], IGES, DXF, Wafefront OBJ, STL, Archimedes, GHS.

## Цікаві факти
- У 2007 році було створено форк FREE!ship автором якого був Целуйко (Херсон, Україна).[14]
- Комерційна програма 3DBoatDesign є нелегальним форком FREE!ship, у якій видалено усі згадки про GNU General Public License.[15]
- Для програми FreeCAD створено доповнення SurfaceMesh для полігонального моделювання, яке імітує відповідний інтерфейс програми FREE!ship.[16]

## Нотатки
1. ↑  Доступно лише у FREEship Plus in Lazarus.

## Публікації
- Notus Racing and Cruising Canoe. An exercise in using FREE!ship by Bryan Hansel. – 2005.
- M. v. Engeland, Timoshenko V.F. (2007). FREE!ship документація (Версія 2.6). –  58 с.
- Тимошенко, В. Ф. Программное обеспечение с открытым исходным кодом для проектирования обводов судов и расчетов статики и гидродинамики FREE!ship Plus / В. Ф. Тимошенко // Тез. докл. Междунар. науч.-техн. конф. "Безопасность мореплавания и ее обеспечение при проектировании и постройке судов" (БМС – 2007). – Миколаїв, 2007. – С. 51-52.
- Тимошенко, В. Ф. Возможности программного обеспечения FREE!ship Plus с открытым исходным кодом для проектирования / В. Ф. Тимошенко // Материалы Междунар. науч.-техн. конф. "InfoDBlaS – 2008". – Севастополь, 2008.
- M. A. El-laffy et al. Designing high speed monohull small crafts (HSMSC) using neural networks guided CFD based optimization. OCEANS 2009-EUROPE, Bremen, Germany, 2009, pp. 1-7. doi:10.1109/OCEANSE.2009.5278118
- Тимошенко, В. Ф. Новые возможности FREE!ship Plus при проектировании судов и подводных аппаратов. Международная конференция InfoDBlaS’09: Практическое применение информационных технологий в судостроении технологий в судостроении. – Севастополь: ГП ЦКБ “Черноморец”, 21-23 октября, 2009.
- Тимошенко, В. Ф. (2010). Моделирование гидродинамики судов и подводных аппаратов с использованием комплекса FlowVision и программы FREE!ship Plus. Инженерные системы-2010: Международная научно-практическая конференция. – Москва, 6-9 апреля 2010.
- Тимошенко, В.Ф. Комплекс программ для проектирования судов и подводных аппаратов FREE!ship Plus. Інновації в суднобудуванні та океанотехніці: II Міжнародна науково-технічна конференція. – Миколаїв: НУК, 2011. ISBN 978-966-321-194-7
- Тимошенко, В.Ф. Расчеты статики и гидродинамики судов в комплексе программ FREE!ship Plus. Інновації в суднобудуванні та океанотехніці: III Міжнародна науково-технічна конференція. – Миколаїв: НУК, 2012. ISBN 978-966-321-232-6
- Shayan Askarzadeh Farahani. 14000 DWT Product Carrier Overall Performance Design. Thesis for: Bachelor Degree in Naval Architecture and Ocean Engineering. Advisor: Liu Ya Don. Shanghai Jiao Tong University. - 2012. doi:10.13140/RG.2.2.34166.40002
- Nóbrega, Juraci; Le Blanc, Arthur & Giordanni, Igino. Concrete Hull: A New Experience in Northeast of the Brazil. International Journal of Engineering and Innovative Technology, Volume 3, Issue 9, March 2014. ISSN 2277-3754
- Канифольский А.О., Ларкин Ю.М. Вместимость малотоннажного судна переходного режима движения. Вісник Одеського національного морського університету. – Одеса: ОНМУ, 2014. – 3 (42). –  С. 72-82. ISSN 2226-1893
- Ahmed Farouk Abdel Gawad. Hands-On Engineering Education by Construction and Testing of Models of Sailing Boats, American Journal of Aerospace Engineering. Special Issue: Hands-on Learning Technique for Multidisciplinary Engineering Education. Volume 2, Issue 1-1, January 2015 , pp. 11-30. doi:10.11648/j.ajae.s.2015020101.12
- Cancela, Ángeles, Lastra, R., Suárez, V., & Sánchez, Ángel. (2016). Design and Simulation of a Sustainable Photovoltaic Electric Plug-In Boat. European Journal of Sustainable Development, 5(3), pp. 325-334. doi:10.14207/ejsd.2016.v5n3p325
- Yireobong S. Akpaba, Uwemedimo R. Ebong, Ezenwa A. Ogbonnaya. Design and Construction of Solar-electric Tourboat Model. Journal of Scientific and Engineering Research, 2017, 4(5):174-183 ISSN 2394-2630
- Eduart Wolok, Alfi SR Baruadi, ZC Fachrussyah  and Stella Junus, 2017. Designing the Katinting Traditional Boat by using the Renewable Energy as the Main Motor Engine. Journal of Engineering and Applied Sciences, 12: 2879-2882. doi:10.36478/jeasci.2017.2879.2882
- Shulkin, Roman. Operational limits for a stimulation vessel in the Northern Caspian Sea conditions. Master's thesis in Offshore technology. Faculty supervisor: Ove Tobias Gudmestad. University of Stavanger, Norway. - 2017.
- Канифольский, А.О., Ларкин, Ю.М. Направления развития теории проектирования малых однокорпусных судов переходного режима. Вісник Одеського національного морського університету. – Одеса: ОНМУ, 2017. – 2 (51). –  С. 62-72. ISSN 2226-1893
- Воленюк, Л. С. Удосконалення технології спуску суден з похилих поздовжніх стапелів:  автореферат дис. ... канд. техн. наук : 05.08.03 / Людмила Сергіївна Воленюк ; Національний університет кораблебудування ім. адмірала Макарова (Миколаїв). - Миколаїв, 2018. - 21 с.
- Воленюк, Л. С. Удосконалення технології спуску суден з похилих поздовжніх стапелів: дис. … канд. техн. наук : 05.08.03 / Л. С. Воленюк ; наук. кер. О. С. Рашковський ;  НУК. – Миколаїв, 2018. – 203 с.
- Топалов, А. М. Спеціалізована комп’ютерна система  параметричного контролю та керованої  стабілізації плавучих споруд : дис. ... канд. техн. наук : 05.13.05 / А. М. Топалов ; наук. кер. Ю. П. Кондратенко ; НУК ім. адмірала Макарова. – Миколаїв, 2019. – 239 с.
- Методичні вказівки для самостійної роботи з дисципліни "Сучасні програмні продукти в суднобудуванні" для студентів денної форми навчання / Ю. К. Яглицький. – Миколаїв : НУК, 2019. – 18 с.
- Белов, Б.А. Конструктивно-технологическое проектирование и моделирование процесса сварки корпуса парусной яхты: дис. ... магистра: 22.04.02 / Б.А. Белов. науч. рук. И.В Иванова; Санкт-Петербургский государственный политехнический университет. - Санкт-Петербург, 2019. - 94 с.
- Łebkowski A., Koznowski W. Analysis of the Use of Electric and Hybrid Drives on SWATH Ships. Energies. 2020; 13(24):6486. doi:10.3390/en13246486
- Pamikiran, R.D., Masengi, K.W., Kaparang, F.E., Dien, H.V., & Pratasik, S.B. (2020). Stability Of Redesigned Hull Line Of Manado Prototype Purse Seine Vessel. International Journal of Scientific & Technology Research, 9(12), pp.159-162. ISSN 2277-8616
- Король, Ю.М., Любицька, Н.Г. Цифрові інновації SHIPBUILDING 4.0 в виробництві, навчальному процесі і наукових дослідженнях. Інновації в суднобудуванні та океанотехніці: XII Міжнародна науково-технічна конференція: матеріали. – Миколаїв: НУК, 2021. – С. 27-30. ISBN 978-966-321-428-3
- Тимошенко В.Ф. Моделирование сопротивления INSEAN 2340 в OpenFOAM. Інновації в суднобудуванні та океанотехніці: XII Міжнародна науково-технічна конференція: матеріали. – Миколаїв: НУК, 2021. – С. 76-80. ISBN 978-966-321-428-3
- Методичні вказівки для практичних робіт з дисципліни «Сучасні програмні продукти в суднобудуванні» для студентів денної форми навчання / Ю. К. Яглицький. – Миколаїв : НУК, 2021. – 32 с.
- Король Ю.М, Дєдов С.М., Корнелюк О.М. Використання сучасних методів в розрахунках ходовості баржо-буксирних составів. Інновації в суднобудуванні та океанотехніці: XIII Міжнародна науково-технічна конференція: матеріали. – Миколаїв: НУК, 2022. – С. 11-14. ISBN 978-617-7472-99-4
- Тимошенко, В. Ф. Розрахунки опору судна X-BOW типу в OpenFOAM (PDF). Інновації в суднобудуванні та океанотехніці: XIII Міжнародна науково-технічна конференція: матеріали. – Миколаїв: НУК, 2022. – С. 39-43. ISBN 978-617-7472-99-4
- Тимошенко, В. Ф. Порівняльні розрахунки опору моделі судна X-BOW типу в OpenFOAM та FREE!ship Plus. Інновації в суднобудуванні та океанотехніці: XIII Міжнародна науково-технічна конференція: матеріали. – Миколаїв: НУК, 2022. – С. 44-47. ISBN 978-617-7472-99-4